# Gran Paradiso
Il Gran Paradiso (Grand Paradis in francese: pron. fr. AFI: [ɡʁɑ̃ paʁadi] - 4.061 m s.l.m.) è la principale montagna del massiccio omonimo, situato nelle Alpi Graie, con la vetta totalmente compresa in Valle d'Aosta, tra i territori dei comuni di Valsavarenche e Cogne.

## Etimologia
Il toponimo "Gran Paradiso" deriva, per assonanza e via il francese Grand paradis, dal patois valdostano Granta Parei, che vuol dire grande parete. Esiste infatti il toponimo Grande Paroi (pron. fr. AFI: [ɡʁɑ̃d paʁwa]), che in francese significa proprio "grande parete". È la stessa etimologia della vicina Granta Parey. Un altro toponimo (non ufficiale) usato localmente è mont Iseran.

## Caratteristiche
Il Gran Paradiso è la terza cima più alta tra tutte quelle situate completamente in territorio italiano, segue in ordine: il Corno Nero (4321 m) e la Piramide Vincent (4215 m), tutte cime comprese nel Massiccio del Monte Rosa tra i comuni di Alagna Valsesia e Gressoney-La-Trinité. 
La vetta del Gran Paradiso si trova interamente in territorio valdostano al confine fra i comuni di Cogne e Valsavarenche, e quindi risulta la vetta più elevata dell'unico massiccio montuoso culminante a oltre 4000 metri interamente in territorio italiano. Dalla vetta scende verso sud la cresta sommitale che raggiunge dopo breve il Roc (4026 m), elevazione inserita nella lista secondaria delle 4000 delle Alpi.
Dai fianchi della montagna scendono diversi ghiacciai: dal versante occidentale verso la Valsavarenche scendono il ghiacciaio del Gran Paradiso ed il ghiacciaio del Laveciau; nel versante orientale verso la Val di Cogne scende il ghiacciaio della Tribolazione

## Ascensioni
La prima ascensione fu compiuta il 4 settembre 1860 da John Jeremy Cowell, W. Dundas, Michel Payot e Jean Tairraz, per l'attuale via normale.
Oggi questo percorso è generalmente considerato una scalata facile (difficoltà F+), a parte gli ultimi 60 metri. A riprova della relativa facilità di accesso alla vetta, il prete-alpinista Joseph-Marie Henry nel 1931 riuscì addirittura a condurvi in cima un asino..
Don Achille Ratti, futuro Papa Pio XI, conquistò la vetta sebbene gravato del peso di un ragazzo che portava sulle spalle.

### Record di ascensione
Il record di ascensione del Gran Paradiso appartiene a Nadir Maguet che il 15 luglio 2020 ha completato il percorso andata e ritorno dalla Valsavarenche in 2h02’32”, battendo lo storico record del valdostano Ettore Champrétavy, atleta di skyrunning, che nel 1995 raggiunse la vetta dalla frazione Pont di Valsavarenche (1960 m) e ritorno in sole 2 ore, 21 minuti e 36 secondi (1 ora, 43 minuti e 22 secondi la sola andata).
Il precedente record di ascensione del Gran Paradiso era stato stabilito da Valerio Bertoglio, guardaparco di Ceresole Reale con un passato di atleta, il 6 agosto 1991. Bertoglio impiegò 2 ore 32 minuti e 6 secondi dalla frazione Pont di Valsavarenche fino alla vetta del Gran Paradiso e ritorno (1 ora e 50 minuti la sola andata).
Carlo Costa, grazie ad un progetto in collaborazione con il Parco del Gran Paradiso per la sensibilizzazione di usare i guinzagli per i cani in montagna,  ha avuto il permesso (i cani non possono entrare nel parco salvo alcune vie) di salire sulla vetta del Gran Paradiso con il suo cane lupo cecoslovacco Thor, in compagnia del loro amico e capo  di cordata Sergey Maraventano. Di fatto, questo rende Thor il primo cane a salire sulla cima del Gran Paradiso.

## Vie alpinistiche
Le scalate normalmente cominciano dal rifugio Federico Chabod o dal Rifugio Vittorio Emanuele II. Il primo fu dedicato nel 1966 al grande storico e alpinista Federico Chabod; il secondo è chiamato come Vittorio Emanuele II Re d'Italia, che creò nel 1856 la riserva reale di caccia del Gran Paradiso, oggi Parco Nazionale del Gran Paradiso.

### Via normale dal Rifugio Vittorio Emanuele II

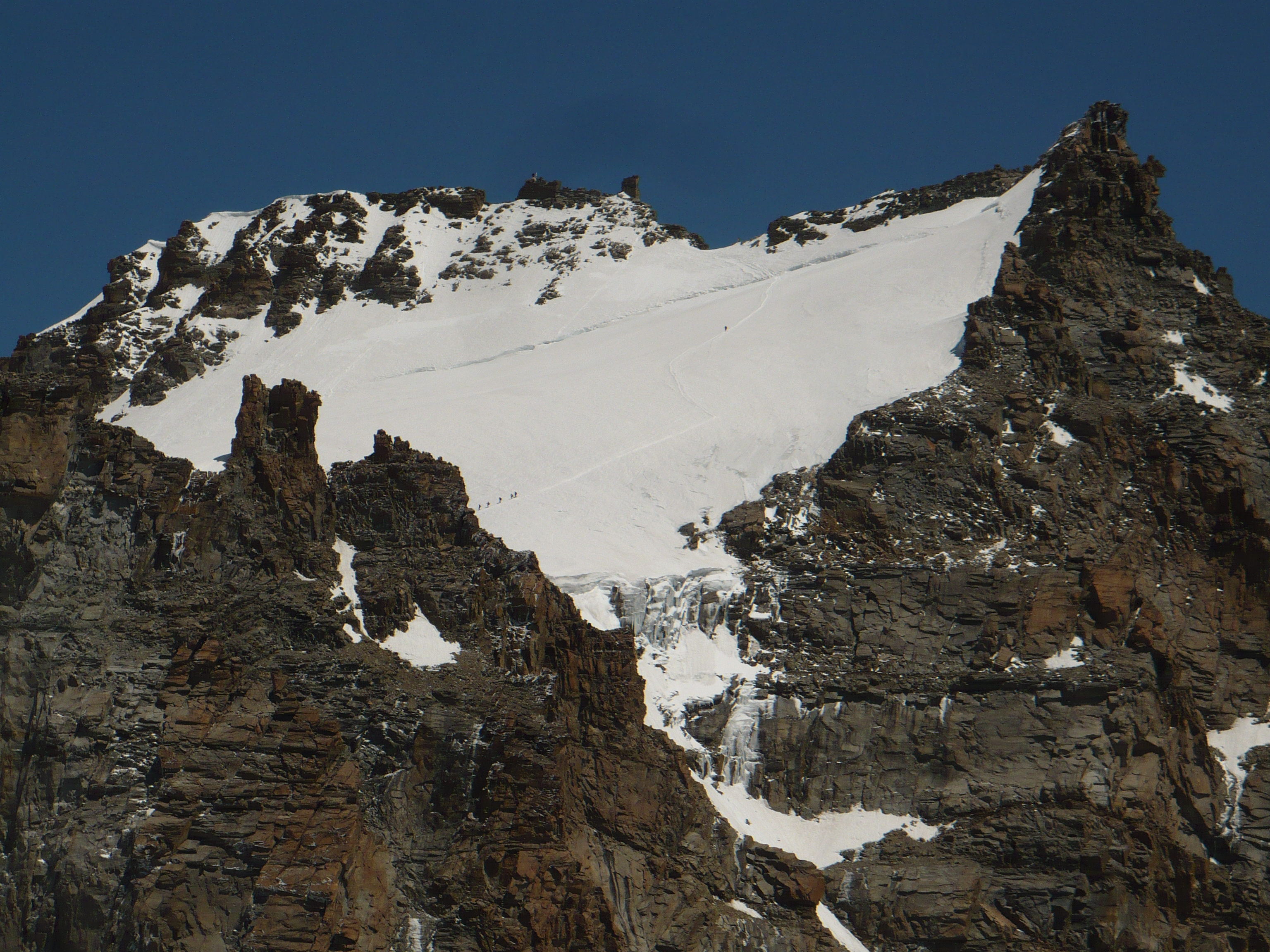
La vetta del Gran Paradiso dalla Tresenta. Si notano le tracce finali dell'ascensione alla vetta dopo il colle della Becca di Moncorvé.

La via normale dal rifugio Vittorio Emanuele II si svolge dapprima in direzione nord su morena formata da grossi blocchi di pietra; si piega poi a destra (direzione est) in un valloncello delimitato dalle ampie morene laterali del ghiacciaio; si inizia poi a salire sul Ghiacciaio del Gran Paradiso con pendenze abbastanza regolari ed incontrando pochi crepacci. Salendo si incontra la caratteristica Schiena d'Asino, si passa nei pressi del colle della Becca di Moncorvé fino ad arrivare alla crepacciata finale, superata la quale resta da percorrere la breve, anche se impegnativa, cresta finale fino alla Madonnina della vetta.

### Via normale dal Rifugio Federico Chabod
La salita dal rifugio Federico Chabod si svolge prima lungo la morena e poi sul ghiacciaio del Laveciau. Risalito il ghiacciaio alquanto crepacciato si raggiunge la Schiena d'Asino e qui la via di salita si congiunge con quella che arriva dal rifugio Vittorio Emanuele II.

### Via classica, Parete Nord
La salita della parete nord parte dal rifugio Federico Chabod; si svolge prima lungo la morena, poi sul ghiacciaio del Laveciau ed infine sulla parete nord-ovest della montagna. Poco dopo l'imbocco del ghiacciaio si abbandona la traccia della via normale e ci si dirige decisamente verso la crepaccia terminale. Superatala, si risale la parete su pendenze costanti, aggirando a sinistra il seracco principale fino a sbucare in cresta. Si segue brevemente la cresta (prima nevosa e poi rocciosa) fino a raggiungere la vetta.

## Galleria d'immagini

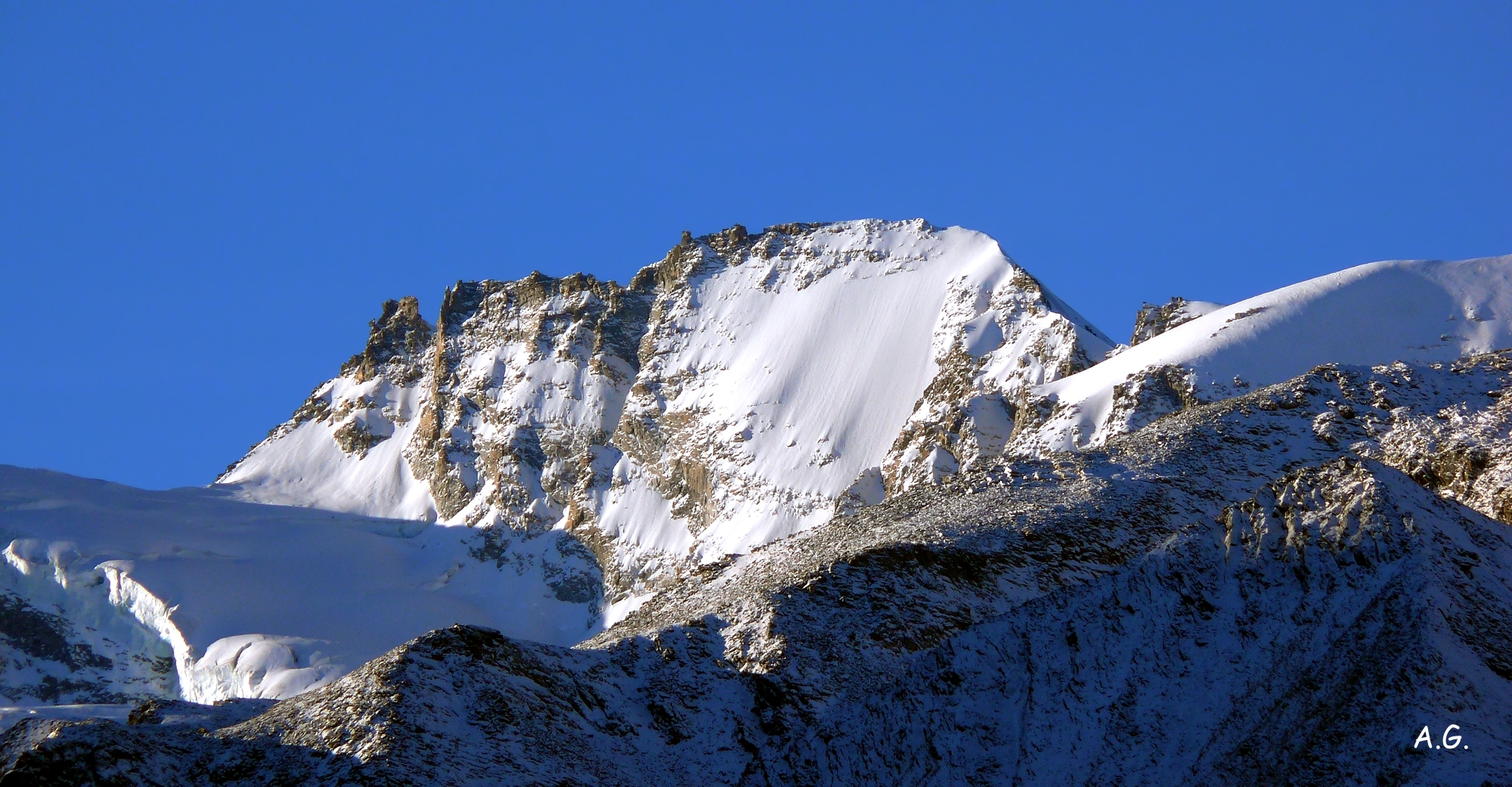
La parete est del Gran Paradiso.
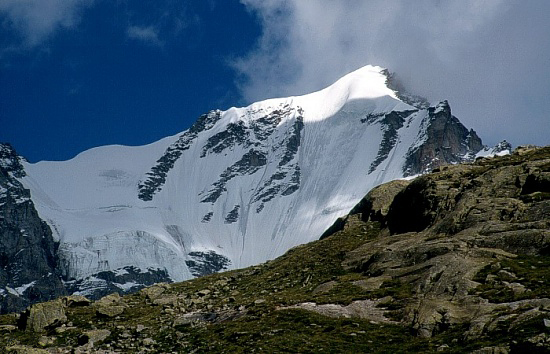
La parete nord del Gran Paradiso.
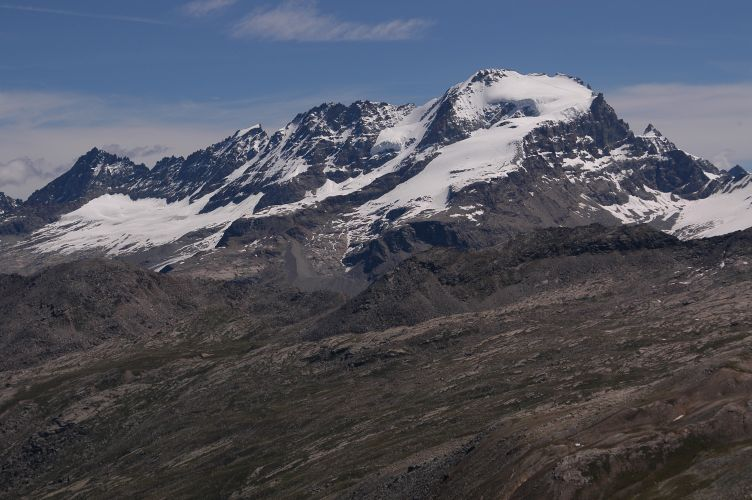
Il versante ovest del Gran Paradiso.
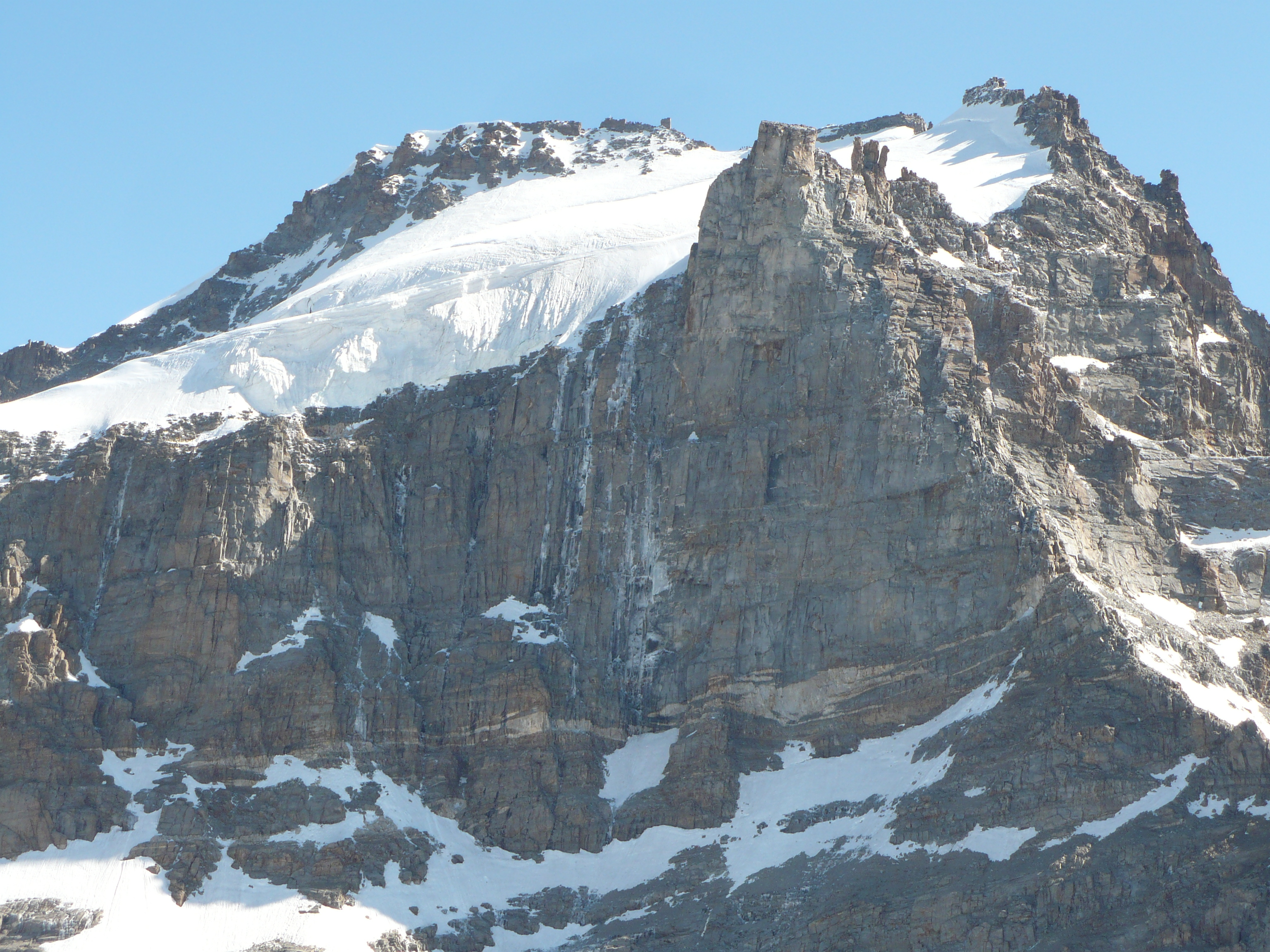
Il Gran Paradiso da sud-ovest, in primo piano la Becca di Moncorvé.
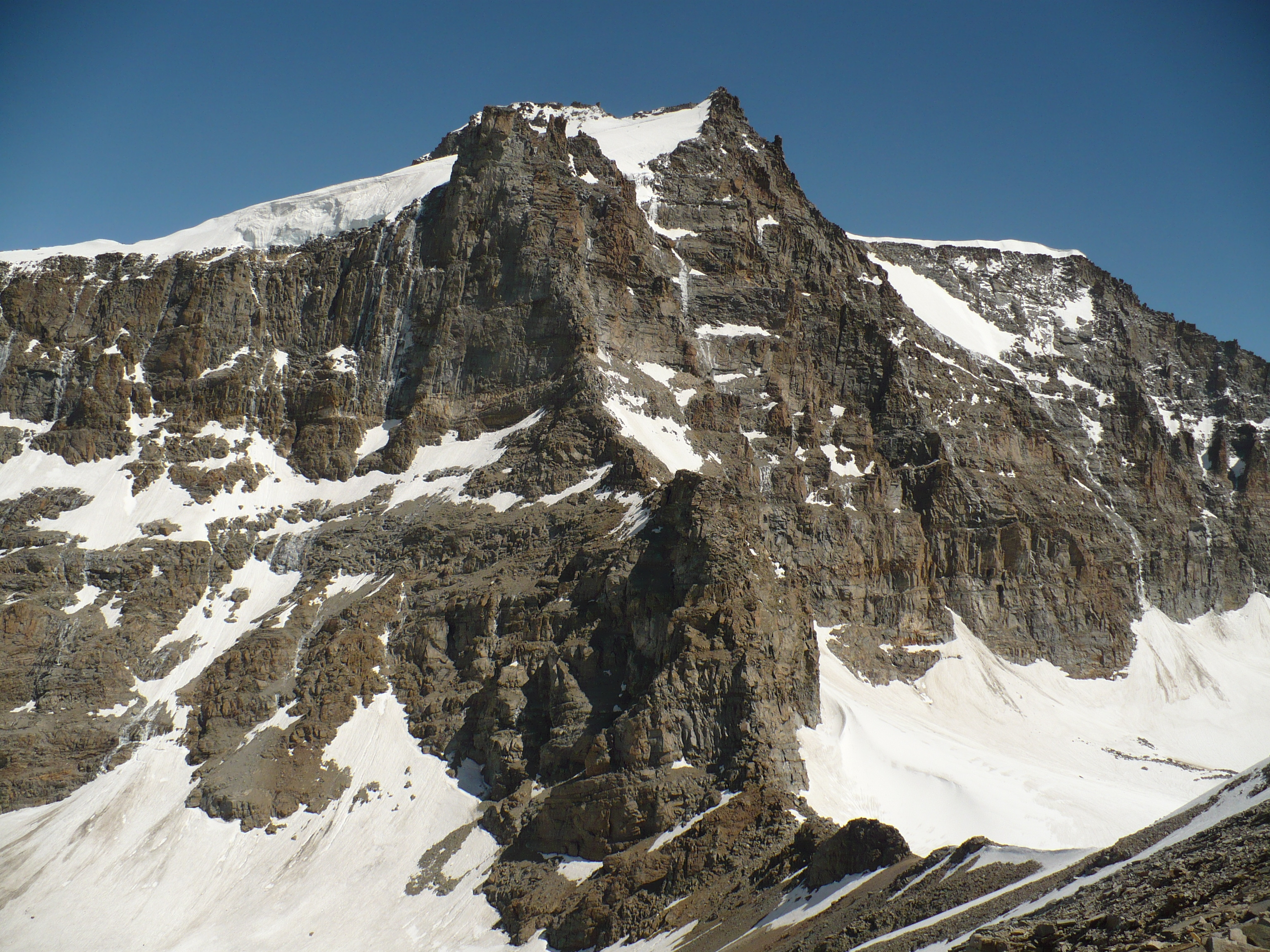
Il versante sud del Gran Paradiso.
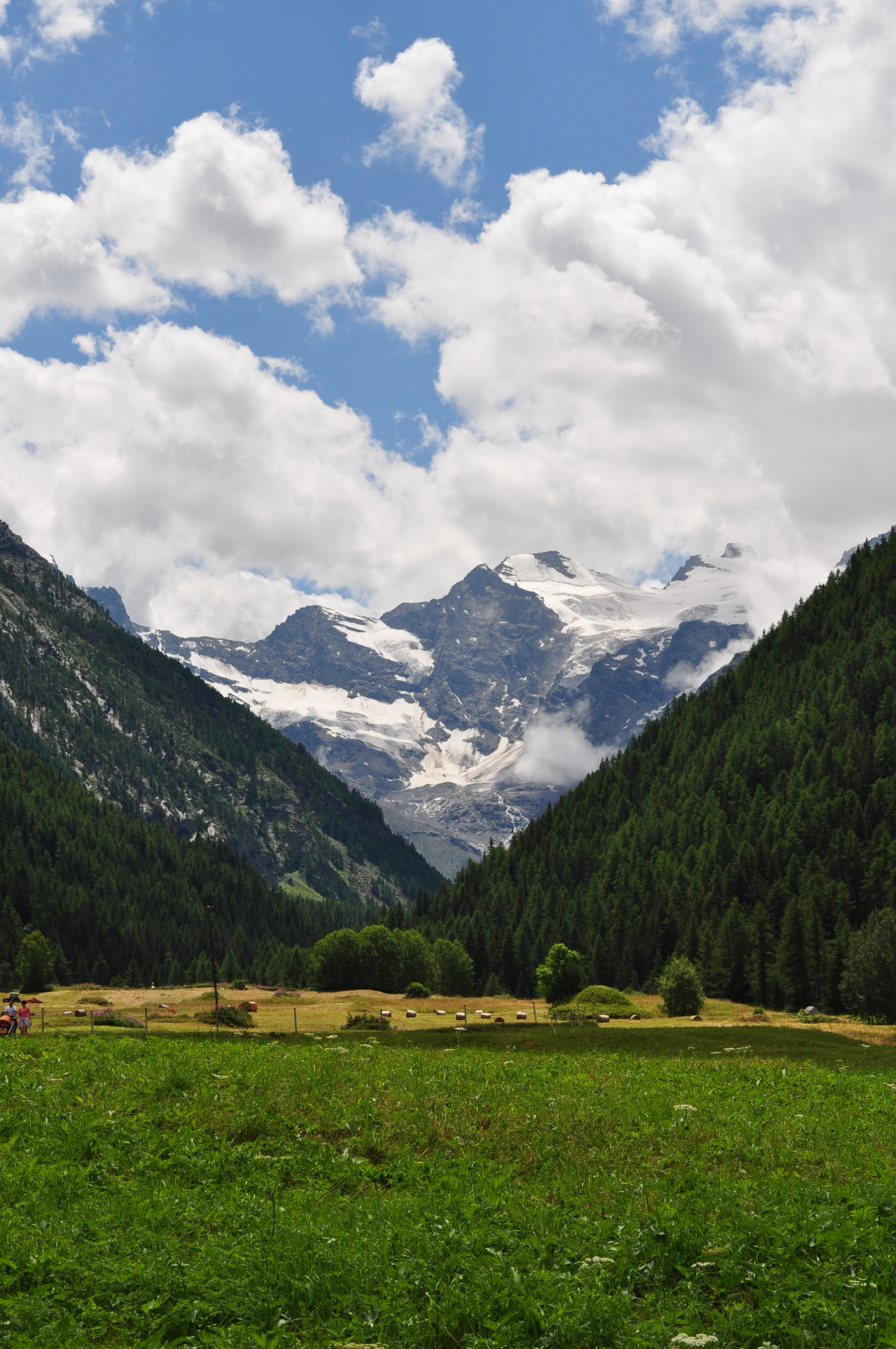
Il Gran Paradiso visto da piazza Émile Chanoux, a Cogne.
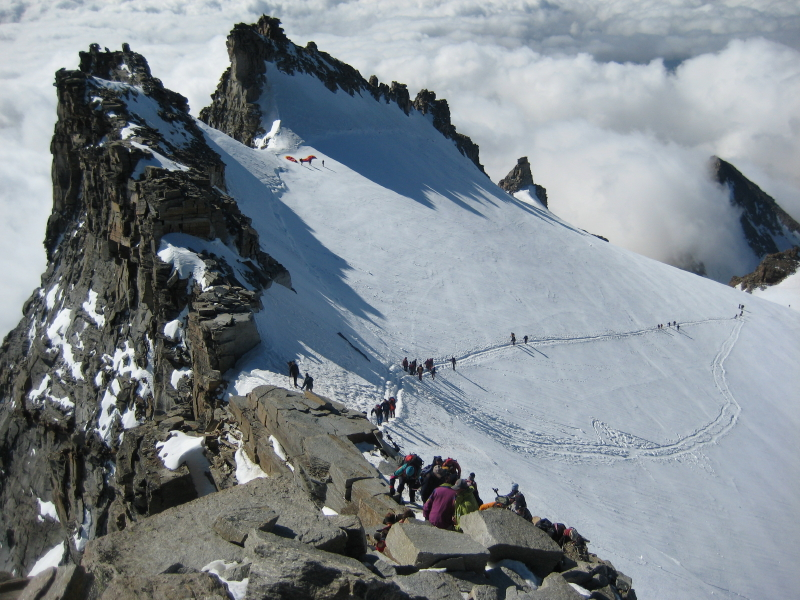
Foto scattata dalla vetta: gli alpinisti verso la cima dalla via normale.